# Lars Göhmann
Lars Göhmann (* 14. April 1968 in Langenfeld) ist ein deutscher Theater- und Kunstwissenschaftler.

## Leben
Nach seinem Abitur in Lingen (Ems) studierte Lars Göhmann in Köln am Institut für Theater-, Film- und Fernsehwissenschaft. Neben seinen Studien in Theaterwissenschaft, Germanistik und Kunstgeschichte absolvierte er eine Ausbildung als Schauspielpädagoge. Weitere Studien folgten in Kulturmanagement und Rechtswissenschaften. 2002 promovierte er an der Universität der Künste Berlin (UDK).
Kurz nach dem Abitur war Göhmann Ensemblemitglied der Emsländischen Freilichtbühne Meppen. Bereits während seines Studiums folgten Engagements als Schauspieler (u. a. Milo in Revanche; Thomas Gray in Wiedersehen im Herbst); zudem spielte er an der Studiobühne Köln. Er arbeitete in der Dramaturgie und als Regieassistent am Schauspiel Köln. Erste eigene Inszenierungen fanden am Bochumer Kinder- und Jugendtheater statt.
1998 ging er an die FH Osnabrück, um dort mit Bernd Ruping, Jörg Meyer und Andreas Poppe den Studiengang Theaterpädagogik aufzubauen. Weitere Lehraufträge an der Universität Köln und Universität München folgten.
2001 wechselt Göhmann zum Bund Deutscher Amateurtheater e.V. und ist für zehn Jahre als deren Bildungsreferent tätig. In dieser Zeit entwickelte er ein Fortbildungsprogramm für die Bereiche Schauspiel, Regie, Ausstattung und Technik. Darüber hinaus konzipierte er für den Verband zahlreiche Kultur- und Theaterprojekte und wirkte in der kultur- und bildungspolitischen Ausrichtung des Verbandes mit. Er verfolgte die Idee des Deutschen Amateurtheaterpreises, der 2008 erstmals vergeben wurde. In den Jahren 2008 und 2010 war er Juryvorsitzender der Veranstaltung; 2010 künstlerischer Leiter (gemeinsam mit Frank Grünert und Irene Ostertag) des Preisträgerfestivals amarena.
Neben seinen Lehraufträgen zur Methodik und Didaktik des Schauspielunterrichts und Vortragsreisen zur Nachwuchsförderung in den darstellenden Künsten ist Lars Göhmann heute für die von ihm gegründete proskenion Theateragentur tätig.
2006 gründete er die proskenion Stiftung, um eine aktive Nachwuchs- und Begabtenförderung junger Theatermacher zu ermöglichen. Im Rahmen der Stiftungsarbeit entwickelte Göhmann ein bundesweites Nachwuchsförderprogramm für Schauspiel und Musical, die Jugendakademie für Darstellende Künste, deren künstlerischer Leiter er ist. 
Ein weiterer Tätigkeitsschwerpunkt der Stiftung ist die Entwicklung und der Aufbau eines Landesgymnasium für Musik und Theater.
Ende 2019 wird bekanntgegeben, dass sich Lars Göhmann aus dem operativen Tagesgeschäft der proskenion Stiftung und der proskenion Agentur zurückzuziehen wird, um sich um neue Konzeptentwicklungen und Projekte im Bereich der künstlerischen Nachwuchsförderung zu kümmern.

## Veröffentlichungen (Auswahl)
als Autor
- Dem Nachwuchs eine Bühne geben ... Nachwuchs- und Begabtenförderung in den darstellenden Künsten. kopaed Verlag, München 2014, ISBN 978-3-86736-446-1.
- Weil sie Künstler sind ... Auf den Spuren einer systemisch-konstruktivistischen Theaterpädagogik in der Theaterarbeit von Menschen mit besonderen Bedürfnissen. Mainz-Verlag, Aachen 2006, ISBN 978-3-86130-830-0.
- Theatrale Wirklichkeiten. Möglichkeiten und Grenzen einer systemisch-konstruktivistischen Theaterpädagogik im Kontext ästhetischer Bildung. Mainz-Verlag, Aachen 2004, ISBN 978-3-86130-364-0.

als Herausgeber
- Künstlerische Bildung als Blick auf uns selbst. Jugendliche zwischen Kunst, Kultur und Gesellschaft. Kultur-Dialog, Spelle 2009, ISBN 978-3-9812877-0-7.
- Theater wi(e)der Wirklichkeit. Projektdokumentation „Theater gegen rechte Gewalt“. Verlag der Emsländischen Landschaft e.V., Sögel 2001, ISBN 978-3-925034-34-3.

Außerdem verfasste er zahlreiche Fachartikel zur Künstlerischen Bildung.